# السياسة في كازاخستان

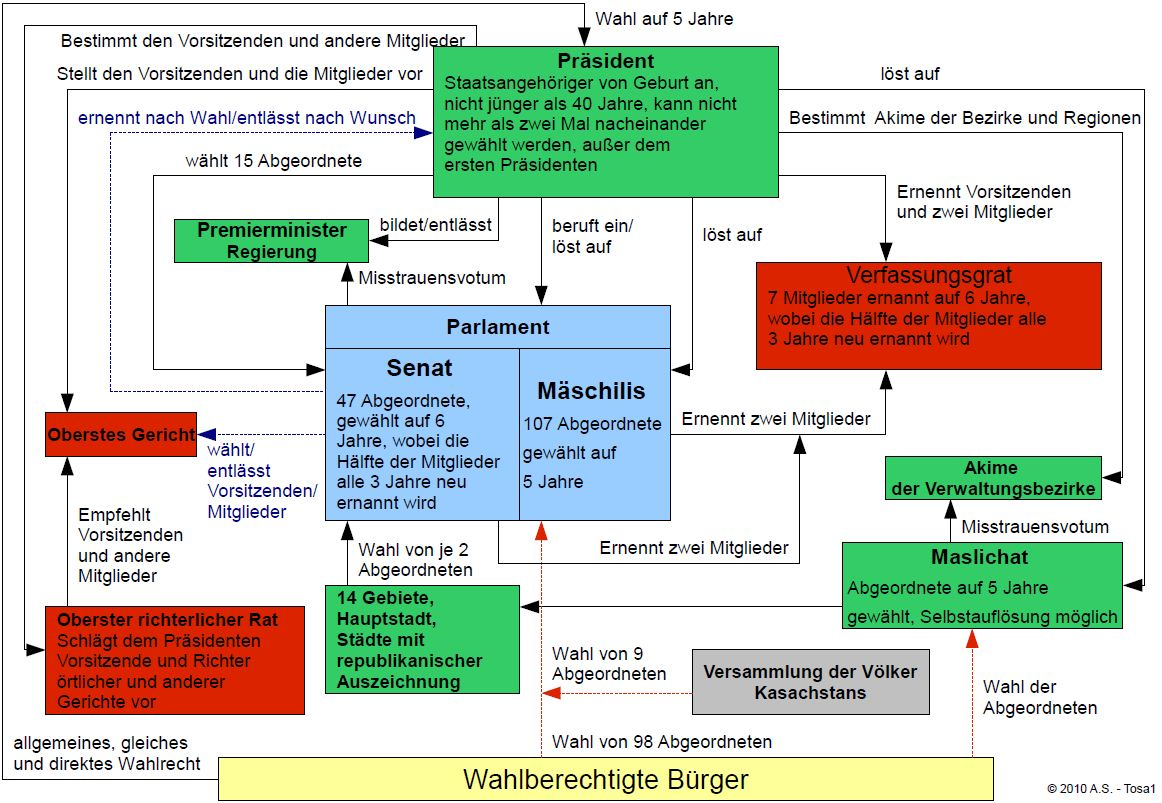

النظام السياسي بكازاخستان هو نظام رئاسي. اعتمد دستور كازاخستان الحالي في استفتاء وطني في 30 أغسطس 1995. وقد حل محل دستور 28 يناير 1993.

## رئاسة الجمهورية
رئيس الدولة هو حاليا الرئيس نور سلطان نزارباييف (الذي انتخب لمدة سبع سنوات مع 91٪ من الأصوات في الجولة الأولى). رئيس الوزراء هو كريم ماسيموف.
رئيس الجمهورية هو الوحيد الذي يتمتع بالحقوق التالية:
- اقتراح تعديلات على الدستور
- تعيين وعزل أعضاء الحكومة.
- حل البرلمان.
- اقتراح الاستفتاء.
- تعيين وعزل الحكام الإقليميين (oblystar) وحكام مدن أستانا وألماتي.

## البرلمان
يتكون برلمان كازاخستان من مجلس أدنى ( المجلس )، ومن مجلس أعلى ( مجلس الشيوخ ).
ويتكون المجلس من 107 مقاعد وينتخب النواب على أساس الاقتراع السري والمتساوي والمباشر.
ويتكون مجلس الشيوخ من 39 مقعدا. ويتم تعيين 7 أعضاء من مجلس الشيوخ مباشرة من قبل رئيس الجمهورية. ويتم انتخاب الآخرين من قبل هيئات انتخابية في 14 مقاطعة وفي مدينتين لهما وضع خاص (أستانا وألماتي). هذه الهيئات يعينها كذلك رئيس الجمهورية.